# Polisportiva Manlio Cavagnaro 1937-1938
Questa voce raccoglie le informazioni riguardanti la Polisportiva Manlio Cavagnaro nelle competizioni ufficiali della stagione 1937-1938.

## Rosa
| N. |                   | Ruolo | Calciatore         |
| -- | ----------------- | ----- | ------------------ |
|    | Italia (bandiera) |       | Bartolomeo Bianchi |
|    | Italia (bandiera) | D     | Giordano Bonelli   |
|    | Italia (bandiera) |       | Angelo Canessa     |
|    | Italia (bandiera) |       | Alfredo Carlevaro  |
|    | Italia (bandiera) | C     | Ubaldo Coppo       |
|    | Italia (bandiera) | A     | Giuseppe Cornara   |
|    | Italia (bandiera) |       | Vincenzo Del Bene  |
|    | Italia (bandiera) | A     | Riccardo Fossati   |
|    | Italia (bandiera) | D     | Antonio Lucchese   |

| N. |                   | Ruolo | Calciatore        |
| -- | ----------------- | ----- | ----------------- |
|    | Italia (bandiera) |       | Domenico Oliva    |
|    | Italia (bandiera) | A     | Luigi Pantani     |
|    | Italia (bandiera) |       | Angiolino Remaggi |
|    | Italia (bandiera) | A     | Raffaele Rivolo   |
|    | Italia (bandiera) | D     | Erminio Rosso     |
|    | Italia (bandiera) |       | Dino Sabattini    |
|    | Italia (bandiera) |       | Amedeo Sconfienza |
|    | Italia (bandiera) |       | Luciano Testa     |